# Perinereis elenacasoi
Perinereis elenacasoi är en ringmaskart som beskrevs av Rioja 1947. Perinereis elenacasoi ingår i släktet Perinereis och familjen Nereididae.
Artens utbredningsområde är Mexikanska golfen. Inga underarter finns listade i Catalogue of Life.